# Соммерс, Уилл
Уильям Соммерс (или Сомерс; ? — предположительно 15 июня 1560 года) — английский придворный шут. Он был самым известным придворным шутом Генриха VIII.

## Биография
В некоторых источниках утверждается что он родился в Шропшире. Мало что известно о его ранней жизни. Впервые он упоминается в королевских отчетах 28 июня 1535 года.
Соммерс работал шутом у короля Генриха VIII до самой смерти последнего. Шут был человеком честным и рассудительным. Томас Кромвель ценил в Соммерсе то, что тот иногда с помощью шутки привлекал внимание короля к расточительности в королевском доме. Соммерс обладал проницательным остроумием, король разрешал ему острить даже в адрес кардинала.